# Maisir
Maisir är ett arabiskt förmuslimskt hasardspel.
Maisir spelades med märkta pilar, vilka skakades i ett koger, till dess en föll ut. Insatsen var kameler, som slaktades och delades i stora stycken. Många blev ruinerade genom spelet, och Koranen säger sin andra sura, vers 216 att såväl om vin som maisirspel att synden däri är större än nyttan.
Alkohol och spel inom Islam har således sitt ursprung i den grundläggande principen att inte ta något som man inte har tjänat eller arbetat för, liksom i principerna om rättvisa och berättigande. Faktum är att ordet “spel” på Arabiska i Koranen härstammar från ordet lätt, något som uppnås utan ansträngning. Spel som inte kräver någon ansträngning utan enbart tur är således betraktade som förbjudna inom den islamska tron.